# Leucaena matudae
Leucaena matudae es una especie de leguminosa en la familia Fabaceae. Sólo se encuentra en México.